# Проституция в Албании

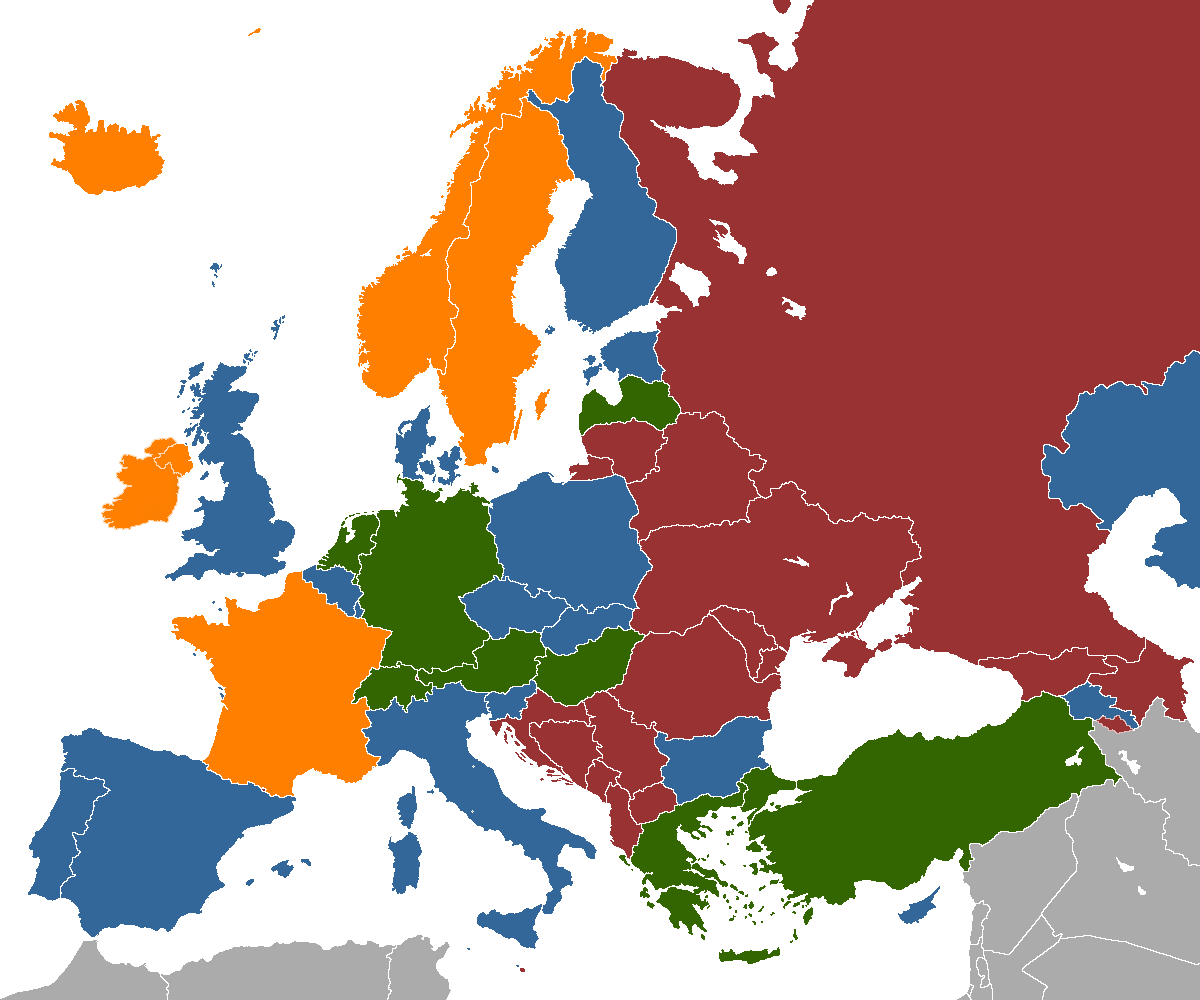
Проституция легальна
Запрещены бордели и сутенёрство
Проституция запрещена
Нет данных

Проституция в Албании незаконна, но широко распространена.
До распада Советского Союза в начале 1990-х проституция в Албании была практически неизвестна. Миграция из сельской местности в города и экономические проблемы заставили некоторых женщин заняться проституцией.
Уличная проституция встречается недалеко от центра столицы, Тираны, в основном занимаются мужчины и женщины рома. Некоторые студенты работают проститутками в отелях или мотелях в Тиране и других крупных городах, где также есть публичные дома.
Общественная организация Aksion Plus предоставляет секс-работникам защиту, образование и поддержку.

## Законодательство
Три статьи Уголовного кодекса Республики Албании запрещают проституцию и связанную с ней деятельность:
- Статья 113, Проституция (покупка и продажа секса)
- Статья 114, Эксплуатация проституции («поощрение, посредничество или получение компенсации за занятие проституцией»)
- Статья 115, Использование помещений для проституции («управление, использование, финансирование или аренда помещений для целей проституции»)
- Статьи 110(a) и 128(b) запрещают торговлю людьми в целях сексуальной эксплуатации и труда и предусматривают наказание в виде лишения свободы на срок от восьми до 15 лет.

## Секс-торговля
Торговцы людьми эксплуатируют местных и иностранных жертв в Албании, а также эксплуатируют жертв из Албании за границей. Албанские женщины и дети становятся жертвами торговли людьми в целях сексуальной эксплуатации и принудительного труда внутри страны, особенно во время туристического сезона. Торговцы людьми используют ложные обещания, такие как брак или предложение работы, чтобы заставить жертв заниматься торговлей людьми в целях сексуальной эксплуатации. Албанские жертвы становятся жертвами торговли людьми в целях сексуальной эксплуатации в странах Европы, особенно в Косово, Греции, Италии, Бельгии, Германии, Швейцарии, Северной Македонии, Норвегии, Нидерландах и Великобритании. Иностранные жертвы из европейских стран и Филиппин подвергались сексуальной эксплуатации и принудительному труду в Албании. Мигранты из Ближнего Востока, Центральной Азии и Африки, которые пересекают Албанию, чтобы попасть в Западную Европу, также уязвимы.
В 2018 году государственная полиция Албании арестовала 20 подозреваемых в торговле людьми в целях сексуальной эксплуатации по запросу властей Италии и Греции.
Управление Государственного департамента США по мониторингу и борьбе с торговлей людьми оценивает Албанию как страну «Уровня 2».